# 大小路町
大小路町（おおしょうじちょう）は、鹿児島県薩摩川内市の町。旧高城郡水引郷大小路村、高城郡水引村大字大小路、薩摩郡東水引村大字大小路、薩摩郡川内町大字大小路、川内市大小路町。郵便番号は895-0076。人口は1,695人、世帯数は771世帯（2020年10月1日現在）。大小路町の一部において住居表示が実施されている。

## 地理
薩摩川内市の西部、川内川下流域に所在している 。字域の北方には御陵下町、国分寺町、川内川を挟んで南方には向田本町、白和町、横馬場町、西方には若葉町、大王町、東方には原田町、東大小路町にそれぞれ隣接している。
字域の西部には国道3号が南北に通っており、北部には大小路町交差点があり、東方に国道267号、西方に鹿児島県道44号京泊大小路線が通っている。
字域の南部にある泰平寺（現在の建物は再建されたもの）は九州の役の際に現在の薩摩川内市平佐町で勃発した平佐城の戦いで島津氏側が降伏した後に、豊臣秀吉が泰平寺を御座所として接収、島津義久が豊臣秀吉に謁見し、島津氏が降伏した場として知られる。

### 町名の由来
「大小路」という地名はこの地あったとされている国府、国分寺に通じる「大路」、「小路」に由来している。

### 河川
- 川内川

## 歴史

### 成立から町村制施行まで
大小路という地名は江戸期より見え、薩摩国高城郡水引郷（外城）のうちであり、村高は「加増目録」では431石余、「天保郷帳」では437石余、「旧高旧領」では806石余であった。
1875年（明治8年）に向田との間に初めて太平橋が木橋がかけられた。しかし、1877年（明治10年）に起こった西南戦争によって焼失し、その後何度も架け替えられ、現在は国道3号の路線上に設置されている。

### 町村制施行以降
1889年（明治22年）に町村制が施行されたのに伴い、水引郷の全域より水引村が成立し、江戸期の藩政村である大小路村は水引村の大字「大小路」となった。1891年（明治24年）には水引村が東水引村と西水引村に分立し、大小路は東水引村の大字となり、その後1929年（昭和4年）に東水引村が隈之城村、平佐村と合併し川内町の大字となった。
1940年（昭和15年）2月10日に鹿児島県公報に掲載され、同日に施行された「 薩摩郡川内町、町名改稱竝區域變更」（鹿児島県告示）により「同郡同町大字大小路ヲ廢止シ其ノ區域中字友尻ノ内（番地一覧略）ノ區域ヲ御陵下町ニ編入シ、字當田、中當田、前迫、下台、大都、國分、西原、追田、石走島、鴨ヶ迫、杉山、藝ノ尾、後牟田、字後田ノ内（番地一覧略）ノ區域ヲ国分寺町（コクブンジチヨウ）ト字渡瀬口、新川路、流崎、大島水流、大島、上大島、前向、上水流、中水流、國料、中間、庵、中宅間、上小原、芋野、西小原、中小原、門田内、門田、下小原、久保園、高野木、外原、崎山、實風、泰平口、原馬場、金竹園、原口、岩河、四反田、金風、里園、田神島、友尻、下内田、上内田字友知ノ内（番地一覧略）ノ區域ヲ大小路町（オオシヨウヂチヨウ）ト改稱ス」することが鹿児島県知事によって許可され、薩摩郡川内町大字大小路を廃し、大字大小路の区域のうち字友尻の一部が御陵下町、字當田、中當田、前迫、下台、大都、國分、西原、追田、石走島、鴨ヶ迫、杉山、藝ノ尾、後牟田の全域及び字後田の一部が国分寺町となり、残りの区域を以て川内町の町「大小路町」が設置された。翌日の2月11日には薩摩郡川内町が単独で市制施行し川内市となった。
1965年（昭和40年）4月1日に大小路町の一部の区域において住居表示に関する法律に基づき街区方式による住居表示が実施されることとなった。それに伴い同日付で町名・地番の変更が行われ大小路町の一部より大王町、若葉町が設置され、大小路町において住居表示が実施された。1981年（昭和56年）には東大小路町、原田町に分割された。

### 字域の変遷
以下の記述は角川日本地名大辞典 46 鹿児島県 151頁の記述に基づく。
| 変更後             | 変更年             | 変更前             |
| ------------------ | ------------------ | ------------------ |
| 大小路町（新設）   | 1940年（昭和15年） | 大字大小路（全域） |
| 国分寺町（新設）   | 1940年（昭和15年） | 大字大小路（全域） |
| 御陵下町（新設）   | 1940年（昭和15年） | 大字大小路（全域） |
| 大王町（新設）     | 1965年（昭和40年） | 大小路町（一部）   |
| 若葉町（新設）     | 1965年（昭和40年） | 大小路町（一部）   |
| 東大小路町（新設） | 1981年（昭和56年） | 大小路町（一部）   |
| 原田町（新設）     | 1981年（昭和56年） | 大小路町（一部）   |

## 人口
以下の表は国勢調査による小地域集計が開始された1995年以降の人口の推移である。
| 年                 | 人口  |
| ------------------ | ----- |
| 1995年（平成7年）  | 2,342 |
| 2000年（平成12年） | 2,134 |
| 2005年（平成17年） | 2,063 |
| 2010年（平成22年） | 2,008 |
| 2015年（平成27年） | 1,838 |
| 2020年（令和2年）  | 1,695 |

## 施設

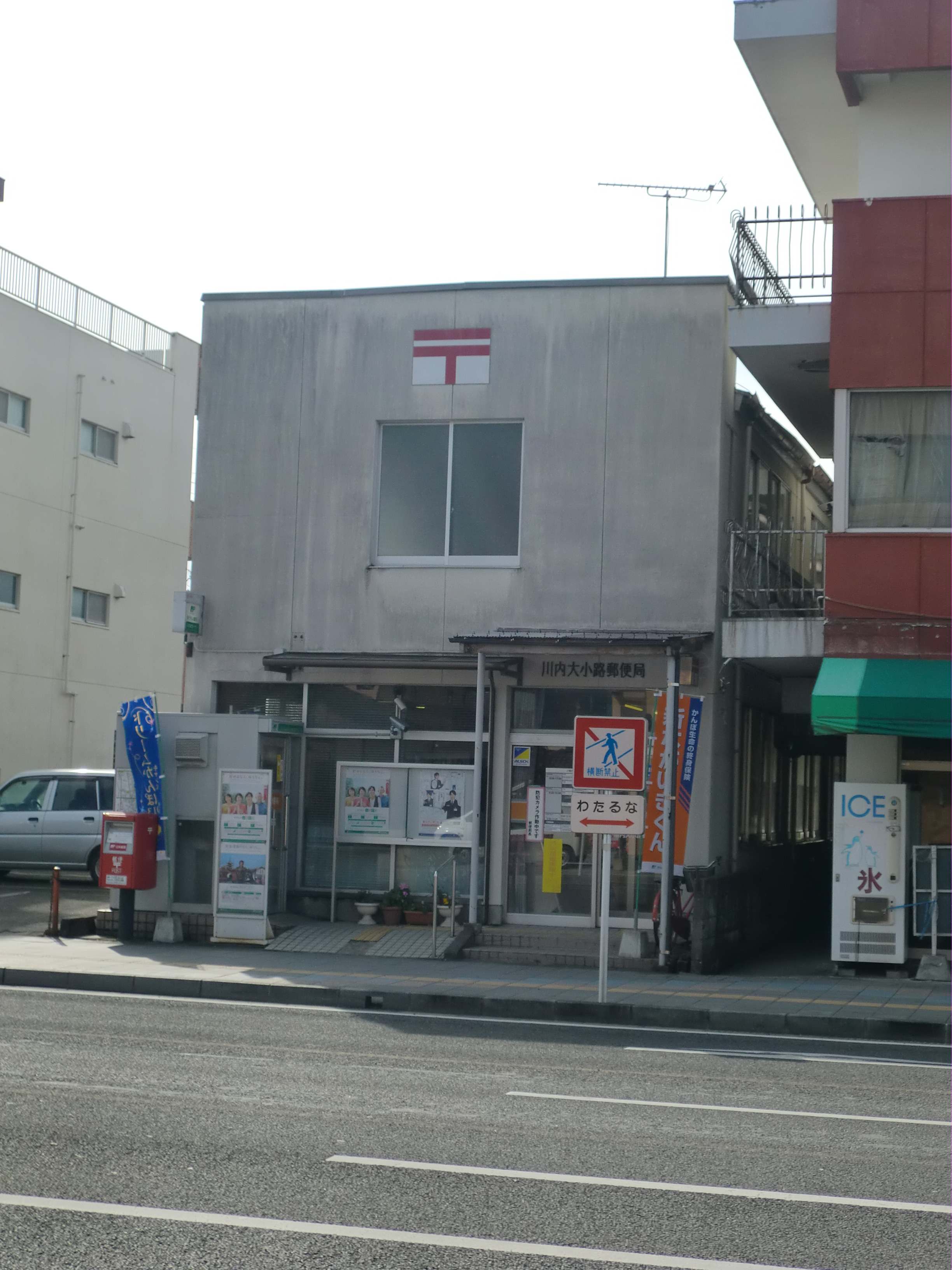
川内大小路郵便局

### 公共
- 薩摩川内市立中央図書館
- 公証役場

### 教育
- 薩摩川内市医師会川内看護専門学校
- のぞみ幼稚園

### 郵便局
- 川内大小路郵便局

### 寺社
- 伊勢皇大神社
- 泰平寺
- 八坂神社

## 小・中学校の学区
市立小・中学校に通う場合、学区（校区）は以下の通りとなる。
| 町丁     | 番地 | 小学校                 | 中学校                   |
| -------- | ---- | ---------------------- | ------------------------ |
| 大小路町 | 全域 | 薩摩川内市立可愛小学校 | 薩摩川内市立川内北中学校 |

## 道路
一般国道
- 国道3号
- 国道267号

主要地方道
- 鹿児島県道44号京泊大小路線

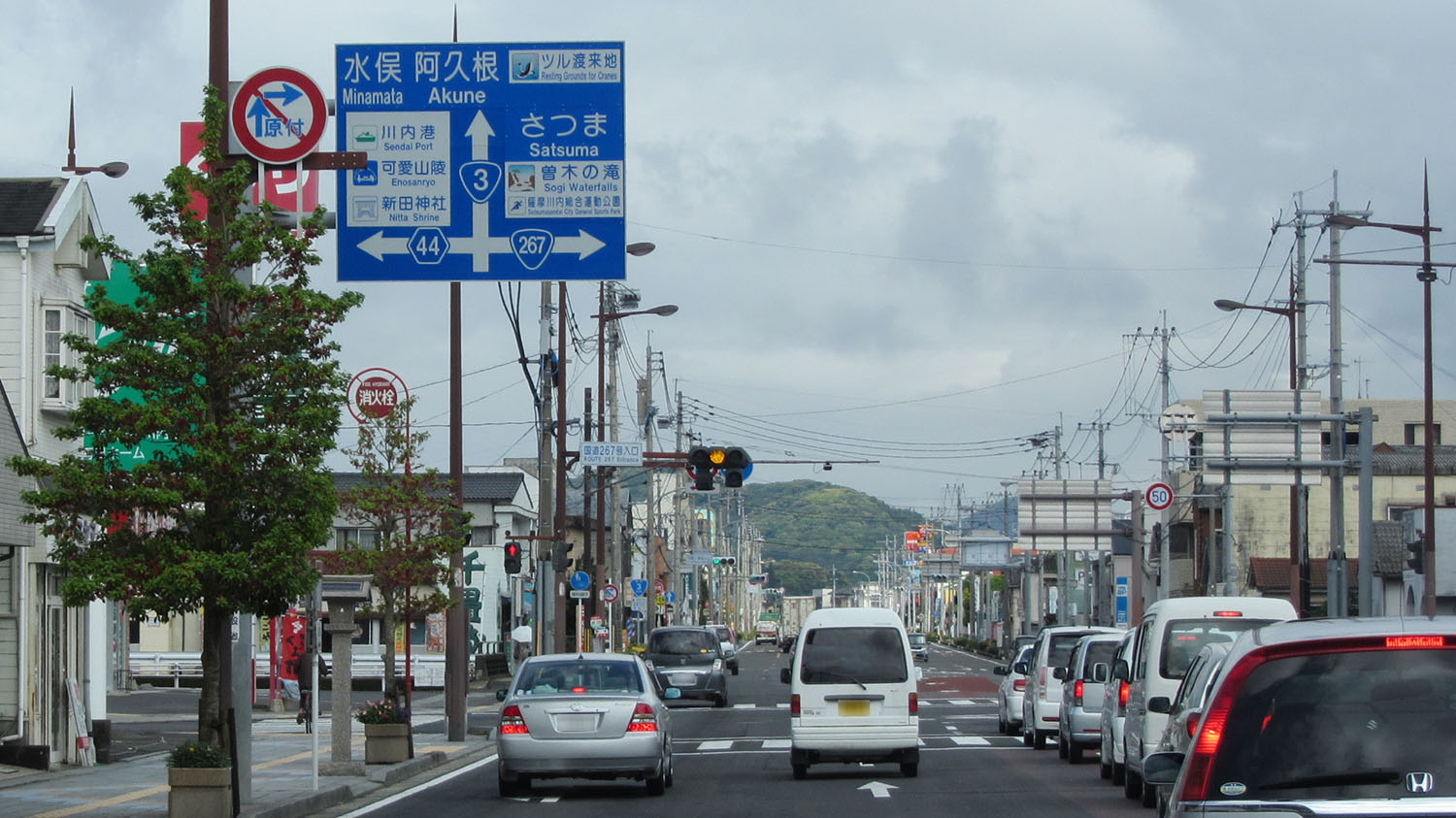
国道3号と国道267号の交差点（国道267号入口・大小路町交差点）

大小路町交差点にて、国道3号、国道267号、鹿児島県道44号京泊大小路線が交差している。現在の国道3号側の表記は大小路町交差点ではなく国道267号入口（こくどう267ごういりぐち）とされている。